# Shadowland (Nocturnal Rites)
Shadowland è il quinto album in studio del gruppo musicale power metal svedese Nocturnal Rites, del 2002.

Dall'album fu estratto il singolo "Eyes Of The Dead" accompagnato dal videoclip raffigurante i giovani svedesi in vari momenti del loro Tour promozionale del disco; il video è contenuto come bonus nell'edizione limitata del successivo album New World Messiah.

## Tracce
1. Eyes Of The Dead
2. Shadowland
3. Invincible
4. Revelation
5. Never Die
6. Underworld
7. Vengeance
8. Faceless God
9. Birth of Chaos
10. The Watcher

## Formazione
- Jonny Lindkvist - voce
- Fredrik Mannberg - chitarra
- Nils Norberg - chitarra
- Nils Eriksson - basso
- Mattias Bernhardsson - tastiere
- Owe Lingvall - batteria